# Relações entre Estados Unidos e Ilhas Salomão
As relações entre Estados Unidos e Ilhas Salomão são as relações bilaterais entre os estados soberanos Estados Unidos e Ilhas Salomão.

## História
Os Estados Unidos e as Ilhas Salomão estabeleceram relações diplomáticas após a sua independência em 7 de julho de 1978. A representação dos EUA foi tratada pela Embaixada dos Estados Unidos em Port Moresby, onde havia um embaixador residente. Em reconhecimento dos laços estreitos feitos entre os Estados Unidos e o povo das Ilhas Salomão durante a Segunda Guerra Mundial, o Congresso dos EUA financiou a construção do prédio do Parlamento das Ilhas Salomão.

## Assistência
As duas nações pertencem a uma variedade de organizações regionais, nomeadamente a Comunidade do Pacífico e o Programa Ambiental Regional do Pacífico. Os Estados Unidos e Ilhas Salomão também cooperaram sob o tratado multilateral entre EUA e as Ilhas do Pacífico no Tratado de Pescas do Atum, nos termos do qual os EUA concede 18 milhões de dólares por ano para as partes das ilhas do Pacífico e este último fornecer acesso aos navios de pesca americanos.
A Guarda Costeira dos Estados Unidos oferece treinamento para as Ilhas Salomão responsáveis pela proteção da fronteira, e os militares dos EUA também oferece cursos de educação e formação militar adequada a autoridades de segurança nacionais.
O Corpo da Paz americano suspendeu seu programa em Junho de 2000 devido à violência étnica e discriminação na governação. Mais de 70 voluntários, que servem todo o país no desenvolvimento rural comunitária, educação, gestão ambiental, e programas para a juventude, foram evacuados.
O comércio entre EUA com as Ilhas Salomão é muito limitado. Em 2001, as exportações dos EUA para Ilhas Salomão foram inferiores a 5% de todas as exportações, enquanto as exportações da Ilhas Salomão para os Estados Unidos nesse ano foram insignificantes.
Na sequência do sismo nas Ilhas Salomão de 2007 (quando houve um sismo e um tsunami em 2 de abril de 2007), os Estados Unidos forneceram 250 mil dólares em doações de assistência humanitária e implantou o USNS Stockham com apoio de helicópteros para a área afetada.

## Atualmente
Há aproximadamente 95 cidadãos americanos que residem permanentemente em Ilhas Salomão.
Os principais funcionários da embaixada dos Estados Unidos em Honiara incluem o embaixador Leslie Rowe que reside em Port Moresby, Papua-Nova Guiné.